# Gat de boca estreta
El gat de boca estreta (Schroederichthys bivius) és una espècie de peix de la família dels esciliorrínids i de l'ordre dels carcariniformes.

## Morfologia
- Els mascles poden assolir 70 cm de longitud total.
- Presenta dimorfisme sexual.[1][2]

## Reproducció
És ovípar.

## Hàbitat
És un peix marí de clima subtropical que viu entre 14-78m de fondària.

## Distribució geogràfica
Es troba des del Xile central fins a l'Estret de Magallanes i l'Argentina.